# Otrhance
Otrhance jsou výrazný hřeben rozštěpený Račkovou a Jamnickou dolinou. Jsou dlouhé přes 6 km a jejich nejvyšším bodem je Jakubina, druhý nejvyšší vrch Západních Tater. Začínají hřebenem Ostredku a končí rozlehlým masivem Hrubého vrchu na slovensko-polské státní hranici.

## Vrcholy
- Ostredok – 1674,2 m
- Nižná Magura – 1919,7 m
- Ostredok – 2054,7 m
- Vyšná Magura – 2095,2 m
- Jakubina – 2193,7 m
- Hrubý vrch – 2136,9 m

## Výhledy
Ze všech výše uvedených vrcholů je pěkný výhled na Jamnickou dolinu, Račkovu dolinu a na zbytek hřebene.

## Přístup
- Po   značce z Úzké doliny, trvání 2:00 hodiny
- Po  značce z Končisté, trvání 1:10 hodiny